# Scharinska villan
Scharinska villan (villa Scharinska) es un edificio en Umeå en la provincia de Västerbotten, Suecia. Está situado en Storgatan, junto a la parque Döbelns

## Historia
El edificio fue construido en 1904-1905 por el arquitecto Ragnar Östberg, comisionado por la familia Egil Unander-Scharin. En la década de 1950 se estableció la empresa familiar AB Scharins Söner. 
En 1959 el edificio fue vendido al Municipio de Umeå, posteriormente, convertirse en una residencia de estudiantes. La villa ha sido protegida como monumento nacional (Byggnadsminne) en 1981.
Desde 2006 hasta 2013 el edificio fue utilizado como un club de rock. El exterior del edificio fue renovado en 2014.

## Arquitectura
El edificio consta de tres plantas. Las paredes de las habitaciones cuentan con paneles de madera y una de las habitaciones contiene un mosaico.
La villa fue construida en estilo victoriano y tiene un color rosado. Los balcones de hierro forjado se construyen en el estilo rococó. El tallado de la puerta de madera tiene follaje y cabezas de ángeles. La villa tiene una casa construida separada del jardinero en un estilo similar a la casa principal. 

## Galería de imágenes

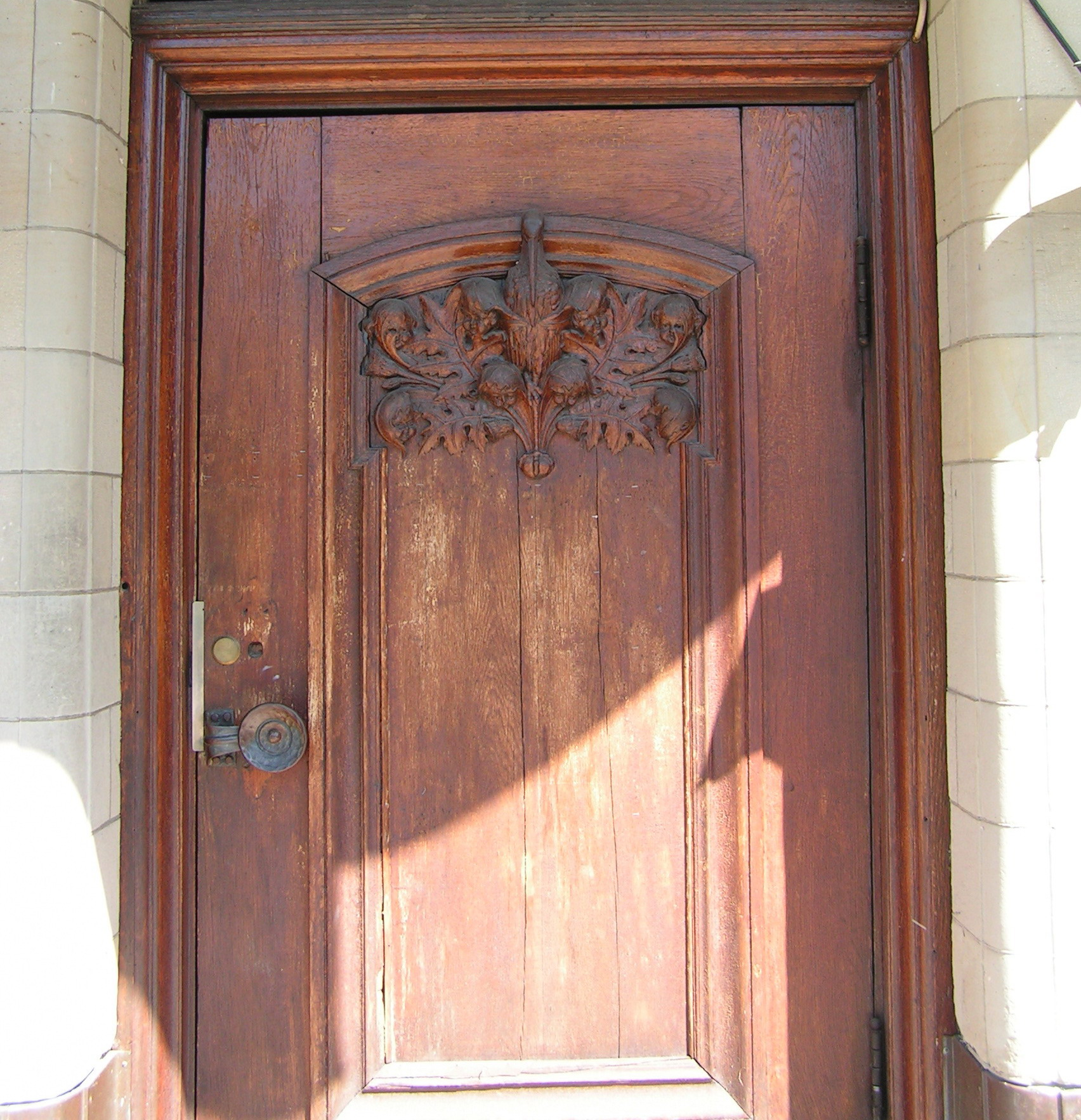
La puerta de entrada
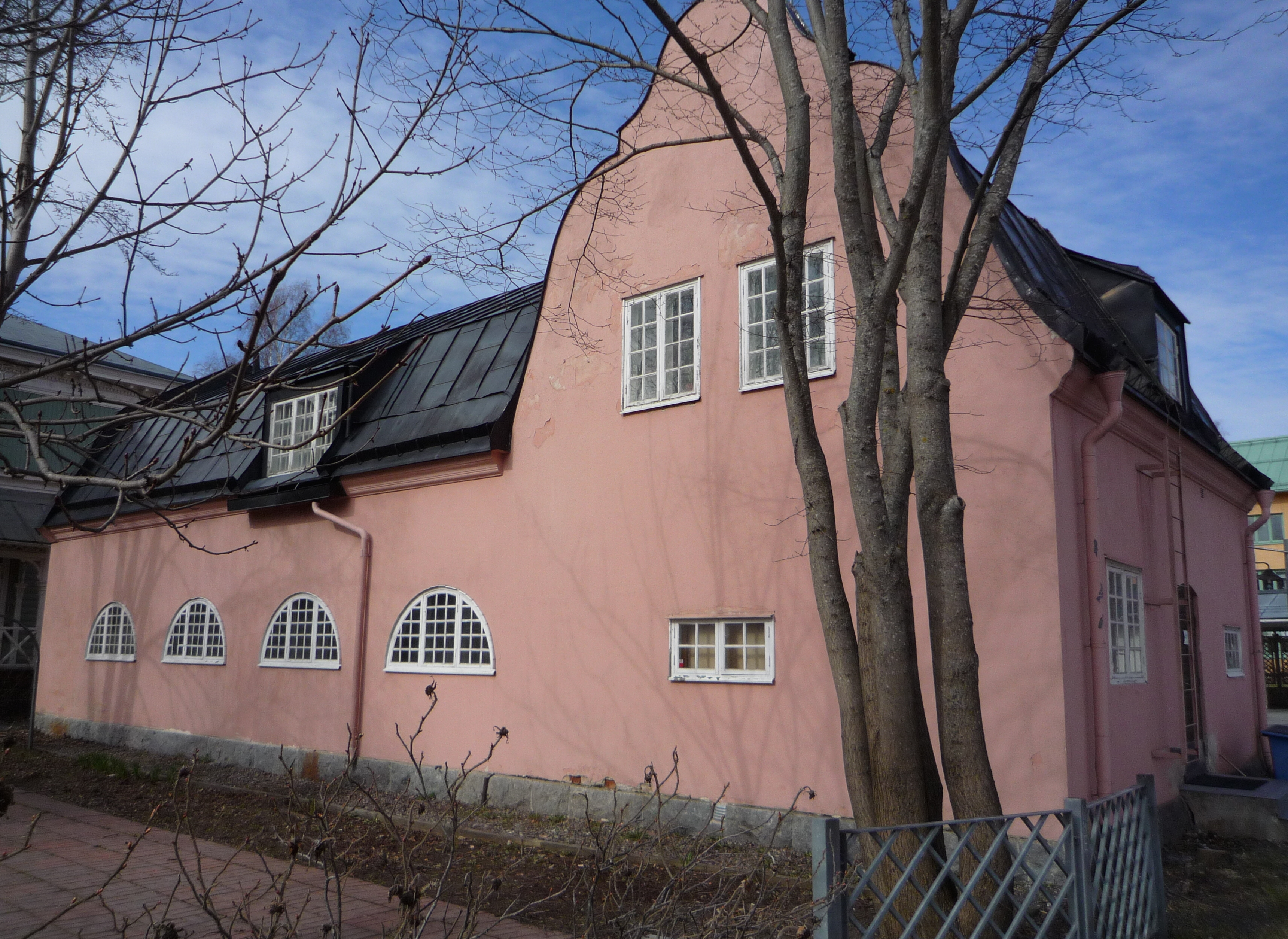
La casa del jardinero
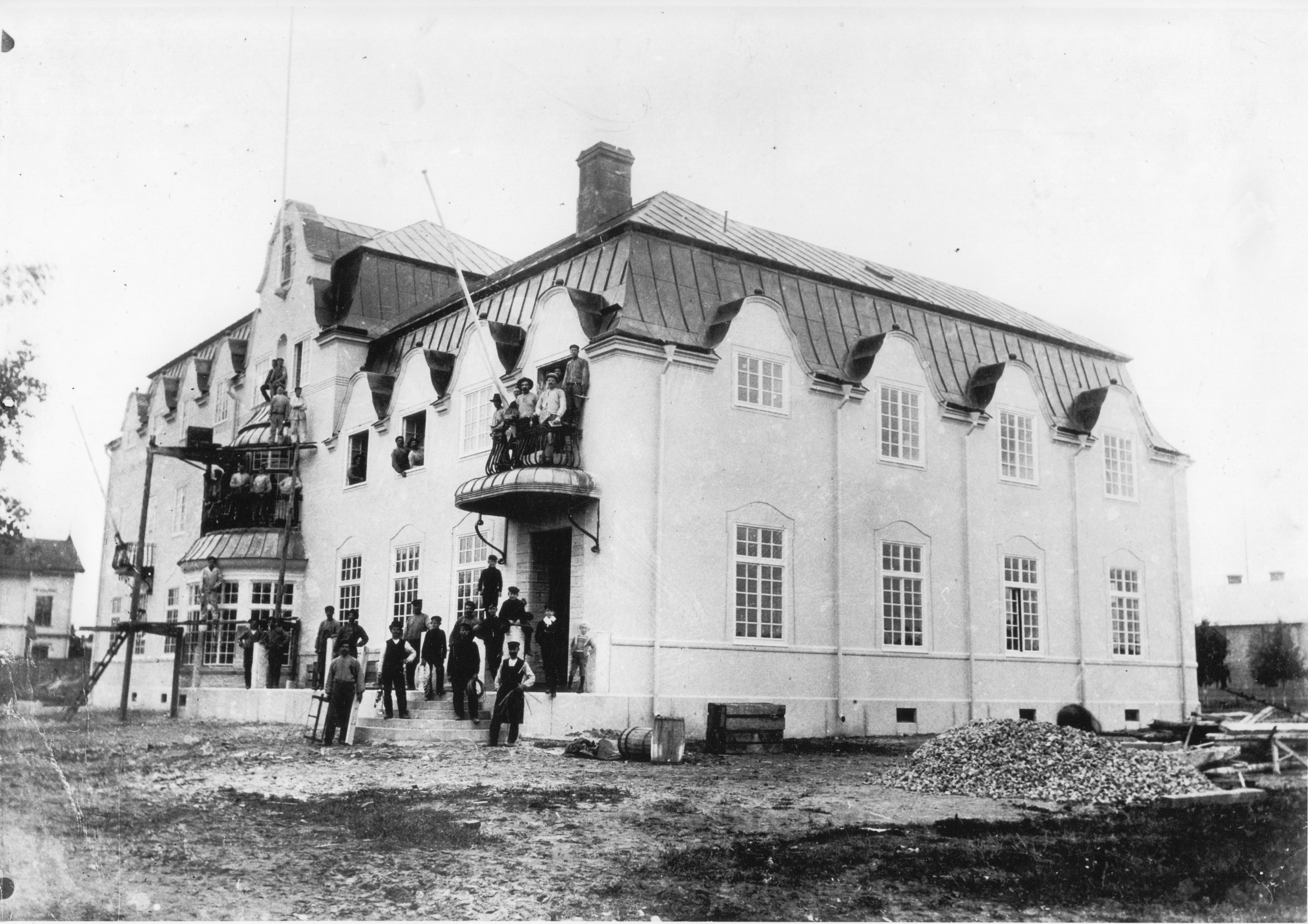
La villa durante la construcción en 1905